# كاسيو ماغالهايز
كاسيو ماغالهايز (بالبرتغالية: Cássio Magalhães‏) هو لاعب كرة قدم برازيلي في مركز الهجوم، ولد في 20 أغسطس 1990 في كورونيل فابريسيانو في البرازيل. لعب مع نادي بلاتانياس ونادي ثون.

## وصلات خارجية
- كاسيو ماغالهايز على موقع قاعدة بيانات كرة القدم.إي يو (الإنجليزية)
- كاسيو ماغالهايز على موقع Soccerway.com (الإنجليزية)
- كاسيو ماغالهايز على موقع AS.com (الإسبانية)